# Concertino para flauta (Chaminade)
El Concertino para flauta y orquesta en re mayor (Concertino pour flûte et orchestre en ré majeur), op. 107 es una obra de la compositora francesa Cécile Chaminade, escrita en 1902. Esta pieza es una de las únicas creaciones de su compositora que se mantienen en el repertorio  contemporáneo, habiéndose convertido en indispensable para el repertorio de cualquier currículo actual de flauta travesera. Cécile Louise Stéphanie Chaminade (1857 – 1944) figura entre la reducida lista de mujeres compositoras que consiguieron hacerse paso a través de la historia. Esta compositora cuenta con un legado de aproximadamente 400 obras publicadas, además de haber sido la primera compositora en recibir el título de Chevalier de la Legion d’Honneur’ (1913), el mayor honor civil otorgado en su país de origen, Francia. Su concertino es, sin duda, su obra más conocida, clasificándose en la posición 85 de la lista Classic 100 Music of France (ABC) en el año 2012. 

## Contexto
El Concertino fue compuesto por Chaminade en 1902. Sin embargo, Chaminade mantuvo, incluso pasada la Primera Guerra Mundial, una estética musical propia de la Francia de finales del siglo XIX, negándose a renegar de su estilo y rechazando la fuerte tendencia modernista propia del XX. Por ello y haber sido escrito apenas comenzar el siglo siguiente, parece más lógico encuadrar el Concertino en un contexto (tanto sociopolítico como musical) de finales del siglo XIX.

### Contexto musical
Podemos encuadrar el Concertino en la música francesa del siglo XIX tardío (la tradición del Conservatorio de París, en concreto). El final del siglo XIX se encuadra en la época de los nacionalismos y Francia mostraba una gran preocupación por recobrar la herencia musical nacional. Muchos compositores como Saëns o Gounod eran firmes defensores de la preservación de la música nacional. Este renacer francés haría que Francia retomara la posición de liderazgo en Europa la primera mitad del XX.
La tradición francesa generada en torno al Conservatorio de París en esta época tenía unas características estilísticas bastante marcadas. A través del uso de sutiles patrones de tonos, ritmos y colores, componían una música con un sonido mucho más lírico y bailable que épico o dramático. La obra de Chaminade es un buen ejemplo de estas características; como Gonoud y Saint-Saëns, hacía gran énfasis en la expresividad y el color dentro de unos límites formales definidos. Esto puede parecer extraño, dado que el padre de Chaminade, que no comprendía la formación de conservatorio como una tarea decorosa para una joven de clase alta como su hija, se opuso firmemente a su ingreso en la institución. Sin embargo, sí que estuvo de acuerdo en que recibiera formación privada por parte de profesores del Conservatorio como el propio Le Couppey, A. F. Marmontel, M. G. A Savard o Benjamin Godard.

### Contexto biográfico
La fecha de composición del Concertino, 1902, se encuentra entre los años de mayor éxito de Chaminade, sobre todo en el extranjero. De hecho, el Concertino es una de las pocas excepciones a la decisión de Chaminade de empezar a escribir obras de menor envergadura (más lucrativas y más simples de componer) a raíz de las dificultades económicas que siguieron a la muerte de su padre. El motivo de la excepción es que le fue encargada a Chaminade por parte del Conservatorio de París como pieza de examen para ese mismo año, presumiblemente para el Concours, competición en la que cada año se decidía qué estudiantes se graduarían. Paul Taffanel (considerado por muchos como el padre de la flauta moderna) era el profesor principal de flauta en el Conservatorio en esa época, y por tanto habría sido el encargado de elegir la obra para el Concours.

## Características musicales
Solista: flauta.
Orquesta: flauta / flautín, 2 oboes, 2 clarinetes, 2 fagots, 4 trompas, 3 trombones, tuba, timbales, arpa y cuerda.
Lejos de quedar aislado en los archivos del Conservatorio, este concertino se ha convertido, sin duda, en una de las obras esenciales de cualquier repertorio de flauta travesera. Se trata de una pieza de clara inspiración postromántica de estilo y estética conservadora. En un artículo de 1978 de The Musical Times, se destaca el Concertino como una de las obras representativas de la gran capacidad de los compositores franceses para escribir obras idiomáticas y logradas para la flauta, describiéndose como una concepción simple en esencia, que da a la flauta una increíble oportunidad para lucirse en un estilo floreado y ornamental. Se utilizan el fraseo y los cromatismos como principales elementos emotivos, siendo en sí una composición de carácter muy expresivo que cautiva por sus líricas y entrañables melodías. 
El concertino consta de un solo movimiento. Aunque algunos sugieran que está en forma rondó (5) es más probable que presente una forma ABCA, con una codetta que separa las secciones B y C y una coda que sigue a la A final. Después de la sección C y antes de la cadencia de la flauta, hay un grupo de 15 compases en los que reaparece la melodía original de la A. Mientras que la característica principal de la forma rondó es la repetición de la sección A después de presentarse cada nueva idea, la melodía principal de la A del Concertino no vuelve a aparecer hasta después de la sección C, justo antes de la cadencia. También vuelve a aparecer en el final de la última A, en el compás 112 (7).